# Crkva Blažene Djevice Marije u Kozarcu
Crkva Blažene Djevice Marije u Kozarcu ili Mehmedova crkva na brdu kod Prijedora jedna je od malobrojnih katoličkih crkava u Bosni i Hercegovini u izletištu „Stara pilana” na ulazu u Nacionalni park Kozara, koji nadvisuje Prijedor. Crkva posvećena rođenju Blažene Djevice Marije, nastala je kao svedočanstvo o nesretnoj ljubavi lepe Austrijanke Marije Schmuzer i Bosanca Mehmeda Kulašića. Prvo kao kapelica a onda i kao crkva, ona više od jednog veka privlači mlade zaljubljene parove iz bivše Jugoslavije koji su dolazili a i danas dolaze na „Brdo ljubavi”, kako je u narodu popularno nazvano uzvišenje na kome se nalazi „ovaj simbol velike nesretne ljubavi” vođene s kraja 19. veka.
Za Malu Gospu u crkvu svake godine, dolazi narod, među kojim je jako puno omladine, da se pomoli bogu.

## Istorija
Crkva čuva uspomene na vreme kada je na tom prostoru postojala pilana, izgrađena za vreme  austrougarske vladavine, i bila  jedno od najvećih preduzeća s kraja 19. veka u Bosanskoj Krajini. Iako od nekadašnje pilane danas nije ostalo skoro ništa, iz tog vremena ostala je ova, jedina katolička crkva na ovom području, o čijoj istoriji nema puno pisanih tragova, osim narodnog predanja koja se prenose sa kolena na koleno, govoreći o „Brdu ljubavi” iznad Prijedora, gradnji kapele Blažene Djevice Marije (poznatije kao „kapela Male Gospe“), 1903. godine, koja je srušena u ratu 1991—1995. godine na postoru bivše Jugoslavije, a potom obnovljena 2011. godine po povratku stanovnika u ove krajeve.
Iako se narodno predanje o nastanku crkve smatra legendom, ona ima i svoju istorijsku pozadinu. Legendu o nastsnku crkve prvi je javno objavio novinar Gojko Banović osamdesetih godina prošlog veka u priči o zabranjenoj ljubavi dvoje mladih i Mehmedovoj crkvi. Iz te njegove priče kasnije su nastale i mnogobrojne druge sa istom tematikom, ali ispričane na drugojačiji način. A ta Gojkova priča počinje 1882. godine kada je u Prijedor, u velikom požaru koji je zahvatio skoro celi grad, izgorelo više od 400 kuća.
Kako bi obnovila grad austrijska vlast odobrila je izvesnom Karlu Schmuzeru da na ovom području izuzetno bogatom šumom, otvori veliku pilanu, 1883. godine. To je na neki način bio prvi i najveći industrijski objekat na području Prijedora. Kao radnu snagu u pilani Schmuzer је zaposlio lokalno stanovništvo. Među radnicima pilane bio je i momak Mehmed Kulašić koji se od ostalih isticao ne samo po izgledu već i po tome što je lepo svirao harmoniku, i svojom pesmom uveseljavao stanovništvo.
Schmuzer je imao dva sina i ćerku Mariju, koji su sa njim iz Austrije došli u Bosnu. I kako to u legendama obično biva, njegova lepa kći Marija zaljubi se u Mehmeda Kulašića i ubrzo ostala trudna, vodeći tajnu ljubav, skriveno na „Brdu ljubavi” iznad Prijedora, jer je Mehmet bio muslimanske vere i siromašni pripadnik Bošnjaka, a ona Austrijanka, iz bogate katoličke porodice.
Kopajući grob za jednog stanovnika Kozarca meštani su u zemlji pronašli mrtvu bebu zamotanu u novine. Angažovalo se stanovništvo, ali i institucije da pronađu čedomorca - majku mrtvorođene ili ubijene bebe. Kako su novine u koje je bila umotana beba bile austrijske sumnja je pala na porodicu Schmuzer. Nakon pregleda Marije policija je ustanovila da je bila trudna.
| „ | Pukla je velika bruka, Schmuzer gubi ugled i prvo što je uradio jeste da je Mariju poslao nazad u Austriju, a Mehmeda je otpustio. Kažu da se samo noćima u Kozarcu čula njegova pjesma. Pjevao je uglavnom pjesme koje je ona voljela. Da bi se iskupio za počinjene grijehe, Schmuzer je prvo napravio kapelu, a odmah iznad nje i crkvu 1903. godine. | ” |

Narod je crkvu nazvao „Mehmedova crkva” što je otežavalo život vlasniku pilane Schmuzeru koji je 20-tih ili početkom 30-tihtih 20. veka prodao pilanu i vratio se u Austriju.
Crkva je vremenom postala mesto okupljanje mladih, zaljubljenih parova iz tadašnje Jugoslavije i to je intenzivno trajalo sve do 1991. kada je crkva Crkva prvo spaljena i potom srušena 1992. u ratnim dešavanjima na prostoru Bosne i Hercegovine.

## Obnova crkve
Početkom 21. veka u Prijedor je doputovala izvesna Helga Kambič koja je u gradski muzej došla sa pričom da je njen pradeda Karl Schmuzer, i da zbog toga želi da zajedno sa Schmuzerovim potomcima obnovi crkvu koju je on izgradio u Kozarcu.
Nakon više od 20 godina od rušenja prvobitne crkva, 2011. godine otvoren je župni ured i obnovljena crkva, zahvaljujući donacijama porodice  Helge Kambič Schmuzerove praunuke, koja živi u Sloveniji, Gradska uprava Prijedora i stanovništva Kozarca. Tako je zahvaljućijući inicijativi Helge Kambič i legendarnoj priči o Mehmedovoj crkvi, nastala jedna nova priča „o želji ljudi ovog kraja da spojeni na zajedničkom zadatku, obnove crkvu Blažene Djevice Marije, i suživot više naroda na prostoru Kozarca.”
Nakon obnove crkve na njen toranj vraćen je izvorni krst od kovanog gvožđa na kojem stoji utisnuta 1903. godina, kada je prvobitna crkva izgrađena
Crkvu danas čuvaju Ingrid i njen muž, velečasni Marijan Stojanović i Jure Rajković koji su od samog početka zajedno sa mestaninom Bajrom iz Kozarcabili aktivno bili uključeni u obnovu Mehmedove crkve.

## Napomene
1. ↑  Citat arheologa i hroničar grada Prijedora Milenka Radivojca rodom iz Prijedora.

## Spoljašnje veze
- Katolička crkva u Kozarcu obnovljena je i uz pomoć mještana muslimana (језик: хрватски)
- Srušene i oštećene katoličke crkve i vjerski objekti u Bosni i Hercegovini u ratu 1991—1995. (језик: хрватски)